# Aberratiodontus
Aberratiodontus är ett släkte av utdöda fåglar som tros ha levat under kritaperioden (Apt-åldern) för cirka 120 miljoner år sedan. Släktet är känt från ett skelett, med några få synliga rester av fjädrar. Fossilet hittades i Jiufotangformationen i Shangheshou i östra Kina och arten har fått det vetenskapliga namnet A. wui.
Till en början bedömdes släktet tillhöra gruppen enantiornithine och placerades i den egna ordningen Aberratiodontuiformes, men senare studier indikerade att släktet förmodligen är nära släkt med Yanornis, och arten A. wui kan till och med vara en synonym till Y. martini.
Aberratiodontus var mycket lik moderna fåglar i flera avseenden vad gäller skelettet. Den hade välutvecklad bröstbenskam, vilket indikerar att den var en skicklig flygare. Till skillnad från dagens fåglar hade den dock tänder.